# Verbandsgemeinde Gerolstein (1968–2018)

Lage der Verbandsgemeinde im Landkreis Vulkaneifel

Die Verbandsgemeinde Gerolstein (1968–2018) war eine Gebietskörperschaft im Landkreis Vulkaneifel in Rheinland-Pfalz. Der Verbandsgemeinde gehörten die Stadt Gerolstein sowie zwölf weitere Ortsgemeinden an, der Verwaltungssitz war in der namensgebenden Stadt Gerolstein. 2019 fusionierte die Verbandsgemeinde mit benachbarten Verbandsgemeinden zur neuen Verbandsgemeinde Gerolstein.

## Verbandsangehörige Gemeinden
| Ortsgemeinde, Stadt         | Fläche (km²) | Einwohner |
| --------------------------- | ------------ | --------- |
| Berlingen                   | 3,59         | 231       |
| Birresborn                  | 20,88        | 1.115     |
| Densborn                    | 14,42        | 521       |
| Duppach                     | 10,28        | 288       |
| Gerolstein, Stadt           | 64,38        | 7.616     |
| Hohenfels-Essingen          | 5,02         | 304       |
| Kalenborn-Scheuern          | 7,34         | 394       |
| Kopp                        | 8,40         | 178       |
| Mürlenbach                  | 21,64        | 545       |
| Neroth                      | 7,24         | 830       |
| Pelm                        | 10,06        | 1.001     |
| Rockeskyll                  | 5,88         | 225       |
| Salm                        | 9,09         | 319       |
| Verbandsgemeinde Gerolstein | 188,22       | 13.567    |

(Einwohner am 31. Dezember 2017)

## Geschichte
Die Verbandsgemeinde Gerolstein ist im Rahmen der in der zweiten Hälfte der 1960er und Anfang der 1970er Jahre durchgeführten rheinland-pfälzischen Funktional- und Gebietsreform aus dem seit 1927 bestehenden Amt Gerolstein entstanden. Zum 1. Oktober 1968 wurden bezüglich der Verbandsgemeinden aufgrund des „Landesgesetzes zur Änderung kommunalverfassungsrechtlicher Vorschriften und zur Vorbereitung der Neugliederung von Gemeinden“ vom 16. Juli 1968 zunächst alle 132 Ämter in den Regierungsbezirken Koblenz und Trier, darunter das Amt Gerolstein, in Verbandsgemeinden umgewandelt.
1968 gehörten zur Verbandsgemeinde Gerolstein die Stadt Gerolstein sowie die Ortsgemeinden Berlingen, Betteldorf, Bewingen, Büscheich, Gees, Hinterhausen, Hinterweiler, Hohenfels-Essingen, Kalenborn-Scheuern, Lissingen, Michelbach, Müllenborn, Neroth, Pelm, Rockeskyll, Roth und Salm.
In einem weiteren Schritt der Gebietsreform wurden durch das „Achte Landesgesetz über die Verwaltungsvereinfachung im Lande Rheinland-Pfalz“ vom 28. Juli 1970 die Verbandsgemeinden im Kreise Daun mit Wirkung vom 7. November 1970 neu gebildet. Der neuen Verbandsgemeinde Gerolstein wurden folgende Gemeinden zugeordnet:
- von der bisherigen Verbandsgemeinde Gerolstein die Stadt Gerolstein sowie die Ortsgemeinden Berlingen, Büscheich, Gees, Hohenfels-Essingen, Kalenborn-Scheuern, Michelbach, Müllenborn, Neroth, Pelm, Rockeskyll, Roth und Salm,
- von der aufgelösten Verbandsgemeinde Birresborn (Landkreis Prüm) die Gemeinden Birresborn, Densborn, Kopp und Mürlenbach,
- von der bisherigen Verbandsgemeinde Prüm-Land (Landkreis Prüm) die Gemeinden Duppach und Oos.

Die neue Verbandsgemeinde Gerolstein wurde Rechtsnachfolger der aufgelösten Verbandsgemeinden Gerolstein und Birresborn. Verwaltungssitz blieb die Stadt Gerolstein.
Vor der Neubildung der Verbandsgemeinde wurden die Gemeinden Bewingen, Hinterhausen und Lissingen am 7. Juni 1969 nach Gerolstein eingemeindet. Die Gemeinden Betteldorf und Hinterweiler wurden der Verbandsgemeinde Daun zugeordnet.
Zum 1. Januar 2019 fusionierten die Verbandsgemeinden Gerolstein, Hillesheim und Obere Kyll zur neuen Verbandsgemeinde Gerolstein.

## Bevölkerungsentwicklung
Die Entwicklung der Einwohnerzahl auf dem Gebiet der Verbandsgemeinde Gerolstein zum Zeitpunkt der Auflösung; die Werte von 1871 bis 1987 beruhen auf Volkszählungen:
| Jahr | Einwohner |
| 1815 | 5.230     |
| 1835 | 6.936     |
| 1871 | 8.118     |
| 1905 | 9.321     |
| 1939 | 11.749    |
| 1950 | 12.419    |

| Jahr | Einwohner |
| 1961 | 12.385    |
| 1970 | 13.887    |
| 1987 | 12.921    |
| 1997 | 14.276    |
| 2005 | 14.201    |
| 2017 | 13.567    |

## Verbandsgemeinderat
Der Verbandsgemeinderat Gerolstein bestand aus 28 ehrenamtlichen Ratsmitgliedern, die bei der Kommunalwahl am 25. Mai 2014 in einer personalisierten Verhältniswahl gewählt wurden, und dem hauptamtlichen Bürgermeister als Vorsitzendem.
Die Sitzverteilung im Verbandsgemeinderat:
| Wahl | SPD | CDU | GRÜNE | FDP | FWG | BUV | Gesamt   |
| ---- | --- | --- | ----- | --- | --- | --- | -------- |
| 2014 | 7   | 11  | 3     | 1   | 4   | 2   | 28 Sitze |
| 2009 | 7   | 11  | 2     | 1   | 3   | 4   | 28 Sitze |
| 2004 | 6   | 15  | 2     | 1   | 4   | –   | 28 Sitze |
| 1999 | 10  | 15  | 1     | 0   | 2   | –   | 28 Sitze |

- FWG = Freie Wählergemeinschaft Landkreis Vulkaneifel e. V.
- BUV = BürgerUnion Vulkaneifel e. V.